# Eternal Eden
Eternal Eden es un videojuego de rol 2D estilo japonés creado para PC por Blossomsoft. El juego fue creado utilizando la herramienta RPG Maker VX. Este fue el primer producto comercial creado con dicha herramienta.

## Jugabilidad
El jugador controla a un niño, Noah, que vive en una utopía llamada Edén. En Edén, todas las necesidades son satisfechas por la Torre del Edén y todos viven eternamente en sus primeros años. Noah despierta de un sueño extraño – el tutorial del juego – a tiempo para el cumpleaños Nº900 de la Princesa. El amigo de Noah, Downey, quiere hacer el mejor Pie para impresionarla y convence a Noah de que lo ayude a subir la Torre del Edén para conseguir la prohibida Fruta de la Sabiduría para usarla como ingrediente. La princesa al comer un poco del Pie, se transforma en un monstruo y huye a través de un portal misterioso. Tormentas se desatan, las puertas de la Torre del Edén se cierran y la magia de las tierras se disipa: la gente comienza a enfermarse y a envejecer. Noah, Downey y el rival de Downey, Jean, salen en busca de la princesa.
El juego es presenciado desde arriba, algo común de los JRPGs. Los enemigos están solo presentes en los calabozos y aparecen como un torbellino de humo. Entrar en contacto con un torbellino de humo comienza una pelea. Los enemigos no vuelven a aparecer una vez derrotados. Aún luego de salir y volver a entrar un calabozo, los enemigos se mantienen derrotados hasta el final del juego. Un signo de Exclamación aparecerá encima de la cabeza del personaje cuando encuentre un objeto oculto. Cada calabozo tiene una Sala del Tesoro donde se podrá encontrar objetos útiles y experiencia extra mientras se cumplan las condiciones para poder abrirlas, como por ejemplo el "Derrotar a todos los enemigos en el piso."

## Recepción crítica
Gamertell elogió la historia de Eternal Eden, por su "mensaje de redención" y su uso de "arquetipos religiosos". Game Tunnel resalto la música y las ilustraciones, con "vivos" ambientes, y "masivas, intimidantes y detalladas" batallas de jefes. La jugabilidad Eternal Edén, aunque típica para el género, es comparable a la de las primeras entregas de los títulos Final Fantasy. Sin embargo, los revisores han criticado la localización inglesa "Algunos diálogos contienen errores gramaticales notables."

## Remake y secuela
El 15 de septiembre de 2010, Blossomsoft anunció que una versión mejorada del videojuego iba a estrenarse en la consola Nintendo 3DS. En 2012, el estudio anunció una secuela en producción llamada Eternal Edén: Ecclesia. La secuela estaba siendo trabajada en una versión personalizada de RPG Maker VX  Ace, que, según su creador, prometóa crear una experiencia única. En 2015, luego de tiempo sin noticias sobre el lanzamiento de esta secuela, Blossomsoft anuncia que la versión mejorada, junto con la secuela, serían fusionados en un único proyecto, con la intención de que los nuevos jugadores que iban a comprar la secuela, pudiesen experimentar el juego original con los gráficos mejorados.